# Sacrificio de mujer (telenovela de 1972)
Sacrificio de mujer es una telenovela realizada en Venezuela por el canal RCTV en el año de 1972.  Fue protagonizada por la gloriasa de la actuación venezolana Doris Wells y Raúl Amundaray. Es una adaptación de la radionovela homónima original de Inés Rodena llamada también "Sacrificio de mujer", pero debido al éxito Carlos Romero decide alargar la trama empatandole la radionovela Sergio Velasquez, Acusa original de Iris Dávila.

## Trama
Irene y Arturo son un matrimonio feliz, se aman y complementan perfectamente y ambos adoran a su pequeño hijo. Pero por esas fatalidades del destino, ellos tienen un accidente en el que muere su hijo. Irene no puede soportar tanta desdicha y se vuelve loca, Arturo no tiene otra alternativa que internar a Irene en un sanatorio mental. Todos los diagnósticos apuntan a que Irene nunca va a recuperar la razón y Arturo desconsolado se refugia en el cariño y apoyo que le brinda Silvia, la enfermera que atiende a su esposa y quien sin querer se ha enamorado de él. La locura de Irene es causal del divorcio y así Arturo una vez libre se casa con Silvia y ella tiene un hijo con él. Al pasar un tiempo, Irene recupera la razón y sale del sanatorio, al llegar a su casa se encuentra con que Arturo está casado con Silvia, al principio quiere reclamar sus derechos, pero luego se da cuenta de que él es feliz con su nueva vida, así que Irene opta por sacrificarse haciéndose pasar de nuevo por loca para que Arturo y Silvia no sientan remordimientos. Pero nuevamente el destino hace de las suyas, un fatal percance le cuesta la vida a Silvia y su hijo; Arturo demasiado triste quiere buscar a Irene, pero ella ha huido del manicomio y amnésica llega a la casa de un médico viudo que se enamora de ella. Cuando Irene recupera la memoria, se re encuentra con Arturo y se reconcilian, pero la felicidad le sigue siendo esquiva, un misterioso personaje aparece en sus vidas, se trata de Horacio, hermano mellizo de Arturo, con quien Irene estuvo vinculada en el pasado y de cuya relación quedó como fruto un hijo, un niño que le fue arrebatado a Irene y que fue criado por una mendiga que lo obliga a pedir limosna. Después de tantos sufrimientos, Irene encuentra a su hijo y logra ser feliz con Arturo.

## Elenco
- Doris Wells † - Irene
- Raúl Amundaray- Arturo / Horacio
- María Gracia Bianchi
- Jorge Palacios
- Edmundo Valdemar †
- Julio Alemán †
- Enzo Viena †
- Linda Olivier
- Amalia Pérez Díaz †
- América Barrios †
- Yolanda Méndez †
- Maria Teresa Acosta †
- Alejandra Pinedo
- Elena Naranjo
- Aurora Mendoza †
- Marisela Berti
- Tomás Henríquez †
- Gladys Cáceres
- Margot Antillano †
- Rosita Vásquez
- Alejandro Mata
- Belén Díaz
- Chony Fuentes
- Roberto Gray
- Alberto Marín †
- Elisa Parejo
- Manuel Poblete †
- María Antonieta Gómez †
- Tony Rodríguez
- Zulay García
- Cristina Fontana
- Luis Calderón †
- Marta Olivo †
- Diego Acuña
- Violeta González †
- Enrique Benshimol †
- Enrique TriasHijo de Irene y Arturo, también se llamaba Arturo

## Otras versiones
La primera parte de la telenovela está basada en la radionovela Sacrificio de mujer original de Inés Rodena de la cual la cadena mexicana Televisa ha realizado 4 versiones:
- En 1983 el mismo Carlos Romero realizó una adaptación de esta telenovela para la 2.ª parte de la telenovela mexicana "Bianca Vidal" producida por Valentín Pimstein para Televisa, protagonizada por Edith González y Salvador Pineda.

- En 1994 Carlos Romero utiliza nuevamente para la 2.ª parte de la telenovela mexicana "Prisionera de amor" otra producción de Televisa de la mano de Pedro Damian, protagonizada por Maribel Guardia y Saúl Lisazo.

- En 1998 Gabriela Ortigoza realiza una tercera adaptación como 2.ª parte de la telenovela "Camila" producida por Angelli Nesma Medina para Televisa, protagonizada por Bibi Gaytán y Eduardo Capetillo.

- En el 2006 Aída Guajardo realiza una cuarta adaptación como 2.ª parte de la telenovela "Amar sin límites" producida por Angelli Nesma Medina para Televisa, protagonizada por Karyme Lozano y Valentino Lanús.

La segunda parte de la telenovela está basada en la radionovela Sergio Velasquez, Acusa original de Iris Dávila de la cual se han realizado otras versiones: 
- En 1984 el mismo Carlos Romero utiliza esta radionovela para la 2.ª parte de la telenovela mexicana Guadalupe producida por Televisa, protagonizada por Alma Delfina y Jaime Garza.